# Hofanlage Westerweg 2
Die Hofanlage Westerweg 2 in der niedersächsischen Samtgemeinde Land Hadeln, Gemeinde Wingst-Oppeln, im Landkreis Cuxhaven, stammt vom Anfang des 19. Jahrhunderts. Aktuell (2024) wird sie wohl landwirtschaftlich oder gewerblich genutzt.
Die Gebäude stehen unter Denkmalschutz (siehe auch Liste der Baudenkmale in Wingst).

## Geschichte und Beschreibung
Der Forst Wingst wurde erstmals 1301 erwähnt. 1822 bis 1846 fand die Wingst-Teilung statt, mit dem Ziel den bis dahin der Allgemeinheit gehörenden Besitz in Privateigentum zu überführen. Die Wingst ist heute ein beliebtes Ausflugsziel. Der 1384 erwähnte Ortsteil Oppeln ist eine 4,3 km lange Reihensiedlung in anmooriger Marsch.
Die südwestlich von der St. Nikolauskirche stehende Hofanlage besteht aus:
- dem eingeschossigen giebelständigen Wohn- und Wirtschaftsgebäude von 1802 (Inschrift) als Zweiständer-Hallenhaus in Fachwerk mit Steinausfachungen, Seitenwände teilweise massiv, mit reetgedecktem Krüppelwalmdach und am Wirtschaftsgiebel als Niedersachsengiebel mit Uhlenloch sowie der Grooten Door mit Korbbogen,[2]
- der eingeschossigen giebelständigen Scheune von 1802 in Fachwerk mit Steinausfachungen, im oberen Giebeldreieck regionaltypisch verbohlt, und mit reetgedecktem Satteldach, sowie Querdurchfahrt.[3]

Das Landesdenkmalamt befand u. a.: „geschichtliche und städtebauliche Bedeutung wegen des ortsgeschichtlichen, gebäudetypischen und landschaftsbildprägenden Zeugniswerts“.